# Винипег
Винипег (енгл. Winnipeg) административни је центар и највећи град канадске провинције Манитобе. Смештен на источном крају великих равница Западне Канаде, Винипег има велики значај у саобраћају, финансијама, занатству, пољопривреди и образовању. Пошто сви железнички и друмски путеви који повезују источну и западну Канаду морају да пролазе кроз или поред града, Винипег се често назива „капија Запада”.
Град се налази близу географског центра Северне Америке, Асинибојна у Ред ривер. Са 633.451 становника далеко је највећи град Манитобе. 
Винипег пружа обиље могућности за рекреацију пошто у његовој близини лежи на стотине језера, укључујући језеро Винипег, пето највеће језеро у Канади и 11. у свету, језеро Манитоба, као и Шумско језеро.
Град је један од најважнијих културних центара Канаде и дом је познатог Краљевског винипешког балета. Одликује се старинском архитектуром, пловним каналима, бројним парковима и упечатљивим квартовима. Винипег је био домаћин Панамеричких игара 1967. и 1999. и поред Мексика је једини град који је два пута био домаћин тог догађаја.

## Становништво
| 1996.   | 2001.   | 2011.   | 2016.   |
| ------- | ------- | ------- | ------- |
| 616.790 | 619.544 | 663.617 | 705.244 |

## Партнерски градови
- Бершева
- Ченгду
- Џинџу
- Лавов
- Манила
- Setagaya
- Рејкјавик
- Таичунг
- Куопио
- Gan Yavne
- Сан Николас де лос Гарза
- Трапани